# Ghaieth Hannachi
Ghaieth Hannachi (ur. 9 maja 1999) – tunezyjski zapaśnik walczący w stylu klasycznym. Srebrny medalista mistrzostw Afryki w 2020. Wicemistrz mistrzostw śródziemnomorskich w 2018. Mistrz Afryki juniorów w 2017, 2019 i kadetów w 2016 roku.